# Edukační realita
Edukační realita je jakýkoli úsek objektivní skutečnosti, v níž probíhají určité edukační procesy.

## Definice edukační reality
Edukační (vzdělávací) realita je základní pojem pedagogické vědy. Je to jakýkoli úsek objektivní skutečnosti, v níž probíhají určité edukační procesy. Může to být například prostředí rodiny, školy, sportovního klubu nebo podniku. Tento pojem rozšiřuje z hlediska moderní pedagogiky okruh různých edukačních situací a v nich začleněných (učících se a vzdělávaných) subjektů z prostředí školy na daleko početnější a kvalitativně různorodá prostředí, resp. životní situace.
Pojem edukační realita najdeme v literatuře také jako: pedagogická skutečnost, pedagogická realita, vzdělávací realita nebo edukativní dění.

## Prvky edukační reality
Edukační reality je tvořena těmito prvky:
- edukační prostředí
- edukační potřeby
- edukační procesy
- edukační konstrukty

### Edukační prostředí
Edukační prostředí je vytvářeno všemi fyzikálně-senzorickými elementy, jako je osvětlení, barva, zvuk, prostor, nábytek aj., které charakterizují místo, v němž se má žák učit. Je to však také soubor psychosociálních vlivů a vztahů působících v edukačních procesech.
Typologie edukačních prostředí:
- rodinné
- školní
- skupinové (formální a neformální)
- náboženské
- profesní
- mediální
- intimní
- zdravotnické
- sportovní
- vojenské

### Edukační potřeba
Edukační potřeba je nějaký deficit v oblasti vědomostí, dovedností nebo návyků.
Příklad: firma potřebuje a hledá odborníka, který by měl určitě kvalifikační parametry pro vykonávání určité práce, protože ve firmě není nikdo, kdo by práci dokázal vykonávat.

### Edukační procesy
Edukační procesy jsou veškeré činnosti lidí, při nichž dochází k učení. K učení dochází přímo v kontaktu s jiným člověkem nebo zprostředkovaně (textem, technickým zařízením aj.).
Příklad: osvojování mateřského jazyka dítětem. Jeden subjekt (dítě) se učí jazykovým a komunikačním dovednostem ve styku s jinými subjekty (matka, otec, jiní dospělí, vrstevníci), kteří mu dovednosti záměrně i bezděčně ukazují.

### Edukační konstrukty
Edukační konstrukty jsou všechny takové teorie, modely, plány, scénáře, prognózy, zákony, předpisy a jiné teoretické výtvory, které nějakým způsobem určují či ovlivňují reálné edukační procesy.
Příklad: učební osnovy různých vyučovacích předmětů, didaktické testy, školní vysvědčení, kurikula atd.